# Sergio Tedesco
Sergio Tedesco (* 23. April 1928 in La Spezia; † 3. Juni 2012 in Perugia) war ein italienischer Schauspieler, Opernsänger (lyrischer Tenor) und Synchronsprecher.

## Leben
Tedesco gab sein Konzertdebüt mit 9 Jahren und war allein 1939 in fünf Filmen als Kinderdarsteller zu sehen. Schnell wurde er auch als Synchronsprecher für junge Parts engagiert. An der Oper Rom sang er im Chor in Prestigeproduktionen; auch Soloparts wusste er auszufüllen, so der Schäfer in Tosca oder das Kind in Giuseppe Giusti Sinopolis La Zolfara. Bekannt wurde er für die italienische Synchronisation der Tarzan-Filme.
Nach einem Diplom an der Kunsthochschule spielte er Shakespeare und war ab 1946 fünf Jahre für Radioinszenierungen der RAI engagiert. 1956 gewann er einen Gesangswettbewerb in Spoleto und arbeitete an allen wichtigen Opernhäusern Italiens, aber auch in Europa und Südamerika. Dabei war er weiterhin sehr rege als Synchronsprecher aktiv; hin und wieder spielte er Charakterrollen in Filmen.
Tedesco ist der Vater der Schauspielerin Paola Tedesco.

## Filmografie (Auswahl)
- 1968: Pilluks nimmt Maß (Giurò… e li uccise ad uno ad uno (Piluk il timido))